# 指揮官伊萬·馬澤帕號護衛艦
指揮官伊萬·馬澤帕號（羅馬化：Hetman Ivan Mazepa；編號F-211）是烏克蘭海軍反潛護衛艦，目前正在建造中。該艦以烏克蘭著名的哥薩克領袖伊萬·馬澤帕的名字命名。該艦於2021年9月7日正式鋪設， 並於2022年10月2日下水。

## 歷史
在俄羅斯聯邦吞併克里米亞之後，烏克蘭失去絕大部分水面艦隊，包括輕型護衛艦卢茨克号和捷尔诺波尔号。
有關艦艇的損失大大降低了烏克蘭海軍的作戰能力，並促使重建海軍計畫。
作為計劃的一部分，烏克蘭與土耳其簽署一份備忘錄，其中包括購買武裝無人機和土耳其協助烏克蘭海軍建造護衛艦。
在這些協議的框架內，預計輕型護衛艦將由土耳其和烏克蘭共同建造，烏克蘭方面的工程計劃在奧基安造船廠完成。
即使輕型護衛艦於2021年9月7日才正式鋪設，但實際組裝工作開始得更早，最早的鋼段早在7月27日就已組裝完畢。
在2022年俄羅斯入侵烏克蘭期間，護衛艦的建造工作仍然繼續。
根據烏克蘭總統弗拉基米爾·澤連斯基的一項法令，這艘護衛艦以伊萬·馬澤帕的名字命名。該船於2022年10月2日由烏克蘭第一夫人歐倫娜·澤倫斯卡宣布下水。

## 圖集

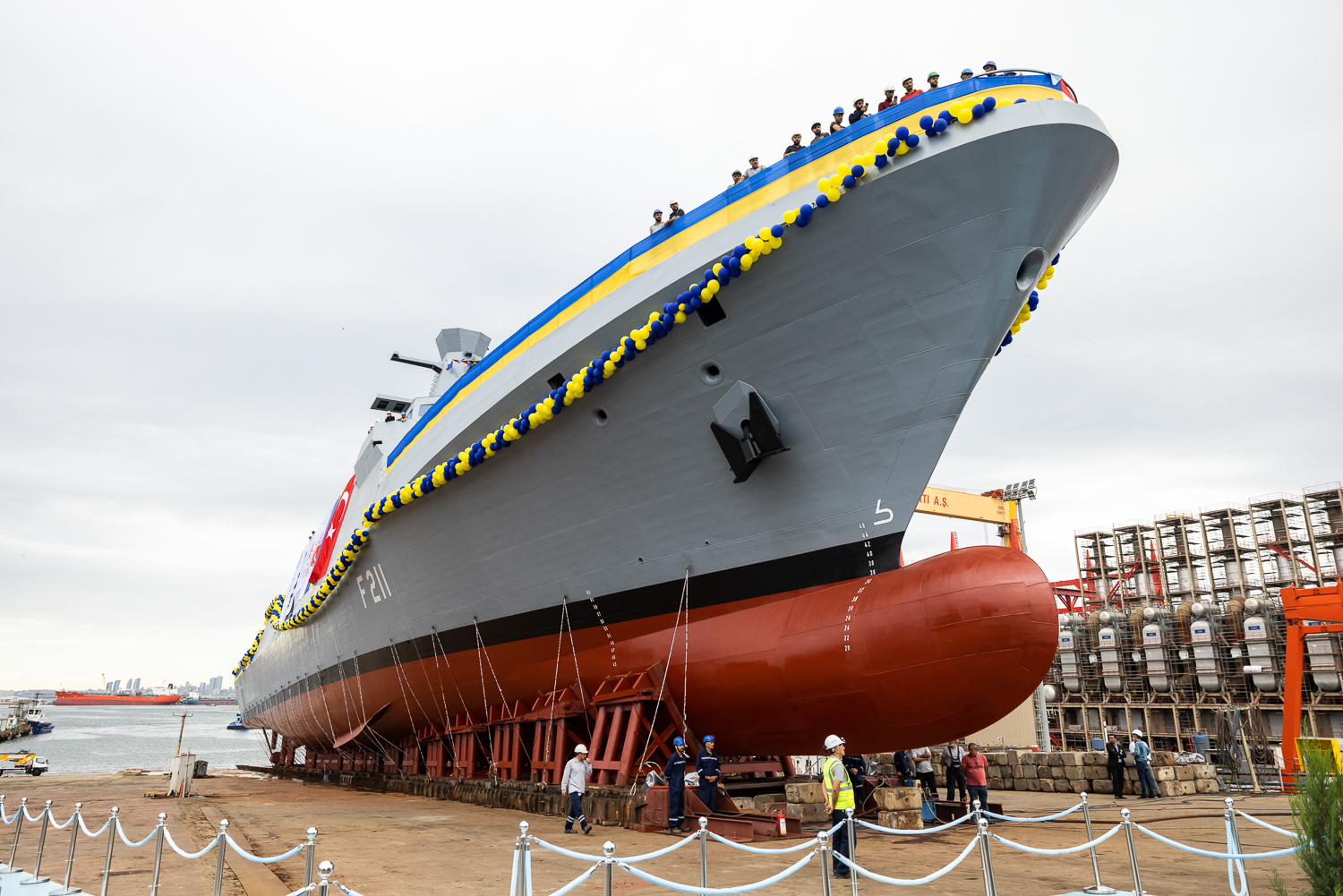
2022 年 10 月 2 日下水
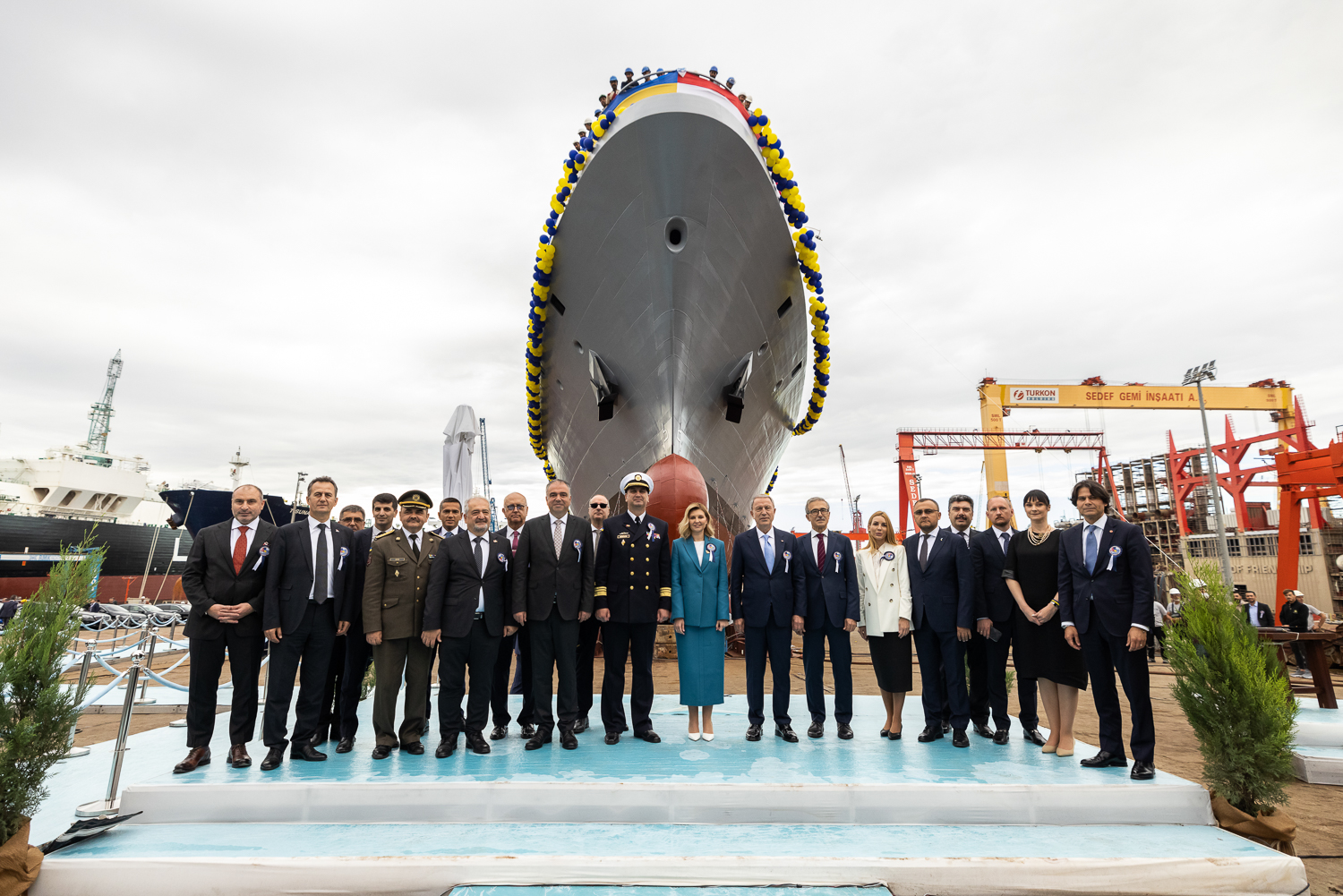
烏克蘭代表團與土耳其代表於烏克蘭護衛艦指揮官伊萬·馬澤帕號前合照
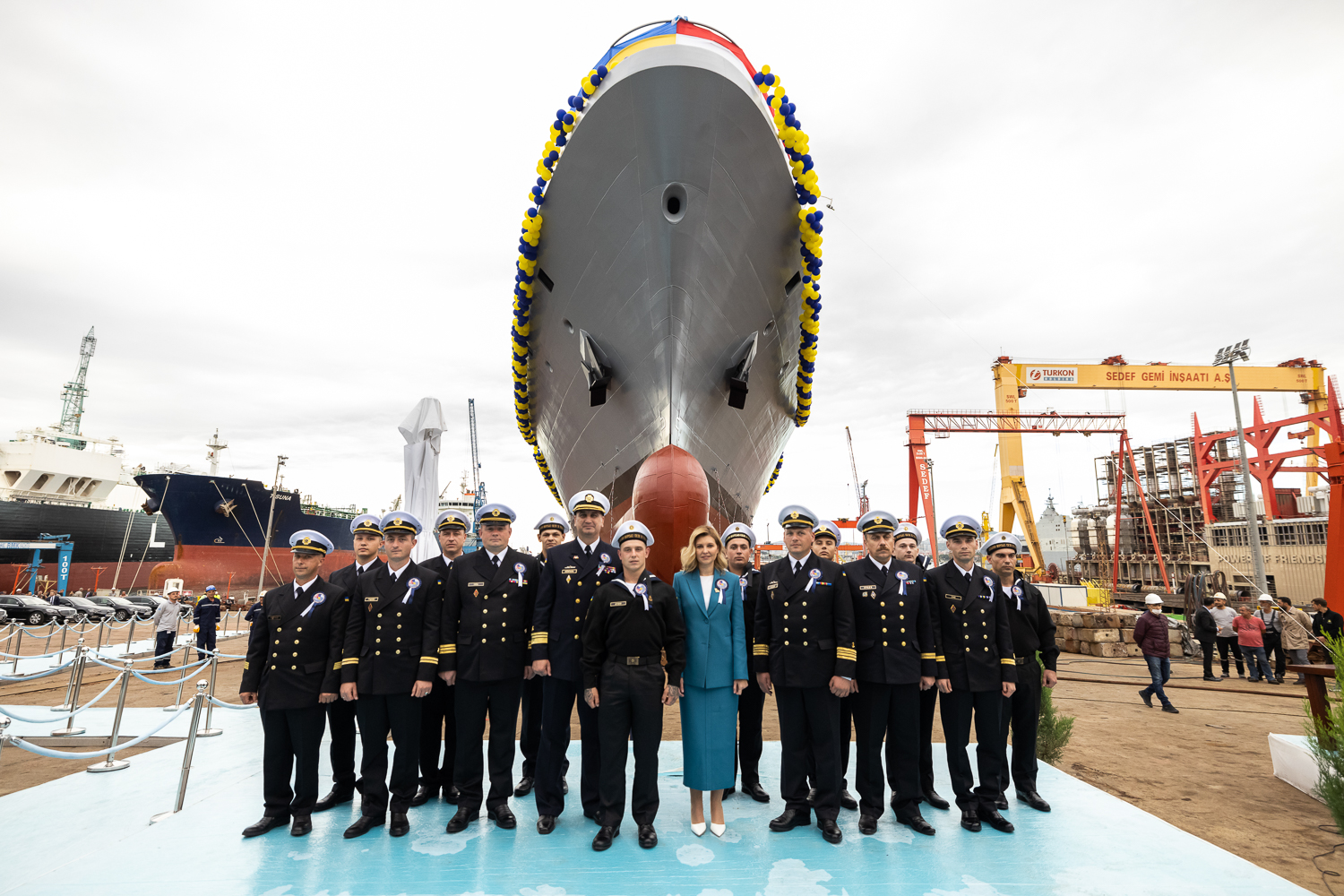
第一夫人澤連斯卡與海軍軍官在護衛艦下水儀式上